# Mehållstjärnarna
Mehållstjärnarna är varandra näraliggande sjöar i Sollefteå kommun i Ångermanland som ingår i Ångermanälvens huvudavrinningsområde.
- Mehållstjärnarna (Junsele socken, Ångermanland, 707336-155727), sjö i Sollefteå kommun, 63°45′48″N 16°57′37″Ö / 63.7633°N 16.9602°Ö (5,06 ha)
- Mehållstjärnarna (Junsele socken, Ångermanland, 707344-155667), sjö i Sollefteå kommun, 63°45′51″N 16°57′13″Ö / 63.7641°N 16.9535°Ö